# Годишњак (Факултет спорта и физичког васпитања, Београд)
Годишњак: научни часопис и стручно информативни гласник Факултета спорта и физичког васпитања (енгл. Yearbook) је научни часопис и стручно-информативни гласник Факултета спорта и физичког васпитања Универзитета у Београду.

## О часопису
Годишњак је стална, периодична (по правилу годишња) и аутономна факултетска публикација. У Годишњаку се објављују научни и стручни радови из области физичке културе, (спорта, рекреације, физичког васпитања) и сродних области који су проистекли из магистарских радова, мастерских радова и докторских дисертација одбрањених на Факултету спорта и физичког васпитања. У Годишњаку се објављују и научни и стручни радови из поменутих области аутора са других високошколских установа Србије. Поред научних и стручних радова, у Годишњаку се објављују прилози у вези са хроником Факултета: списак студената који су дипломирали на основним академским, струковним и мастерским студијама у одређеној школској години, списак одбрањених магистарских теза, списак одбрањених докторских дисертација и списак одбрањених докторских дисертација на докторским студијама у одређеној школској години.

## Историјат
Часопис Годишњак излази једном годишње од 1990. године. Од 1990. до 2000. године часопис је издање Факултета физичке културе Универзитета у Београду. Од 2000. године Факултет физичке културе мења име у данашње – Факултет спорта и физичког васпитања. Од 2001 године часопис је издање Факултета спорта и физичког васпитања Универзитета у Београду.

## Периодичност излажења
Часопис излази једном годишње, издавач је Факултет спорта и физичког васпитања Универзитета у Београду.

## Уредници
- доц. др Милан Матић и доц. др Сандра Раденовић, број 22 (2017).
- доц. др Сандра Раденовић и доц. др Милан Матић, број 21 (2016).
- доц. др Владимир Илић и доц. др Александра Поповић, број 20 (2014).
- проф. др Горан Касум и проф. др Дејан Сузовић, број 18 (2012) и број 19 (2013).
- проф. др Дејан Сузовић и проф. др Горан Касум, број 17 (2011).
- проф. др Марина Никић и проф. др Владимир Копривица, број 16 (2010).
- проф. др Горан Касум и проф. др Марија Мацура, број 15 (2010).
- проф. др Лепа Радисављевић, број 14 (2008) и број 13 (2006).
- проф. др Драго Томић, број 8 (1996).
- проф. др Миливоје Матић и проф. др Станимир Стојиљковић, број 7 (1995).
- проф. др Драго Томић, број 6 (1994).
- Без информација о уредницима, рецензенти: проф. др Живојин Живановић, проф. др Драго Томић, проф. др Миливоје Станић, проф. др Драгослав Аруновић, број 5 (1993).
- Без информација о уредницима, број 4 (1992).
- Организатор научног скупа Феномен спортске игре, Катедра за област игара, број 3 (1992).
- проф. др Миливоје Матић, Србољуб Поповић, проф. др Бранислав Јевтић и Јелена Мариновић, број 2 (1991).
- проф. др Миливоје Матић, проф. др Стефан Илић, проф. др Јарослава Радојевић, Јелена Мариновић и проф. др Божо Бокан, број 1 (1990).

## Теме
- Физичка култура
- Спорт
- Физичко васпитање
- Рекреација
- Психологија спорта
- Педагогија спорта
- Социологија спорта
- Филозофија спорта

## Рангирање часописа
На основу одлуке Министарство просвете, науке и технолошког развоја Републике Србије часопис за 2016. годину има категорију М53.

### Електронски облик часописа
На веб страници Годишњака налазе се комплетна издања Годишњака од 2006. године.

### Реферисање у базама података
У Српском цитатном индексу (SCIndex) налазе се комплетна издања Годишњака од 2002. године.